# Cattleya pfisteri
Cattleya pfisteri là một loài thực vật có hoa trong họ Lan. Loài này được (Pabst & Senghas) Van den Berg mô tả khoa học đầu tiên năm 2008.

## Hình ảnh

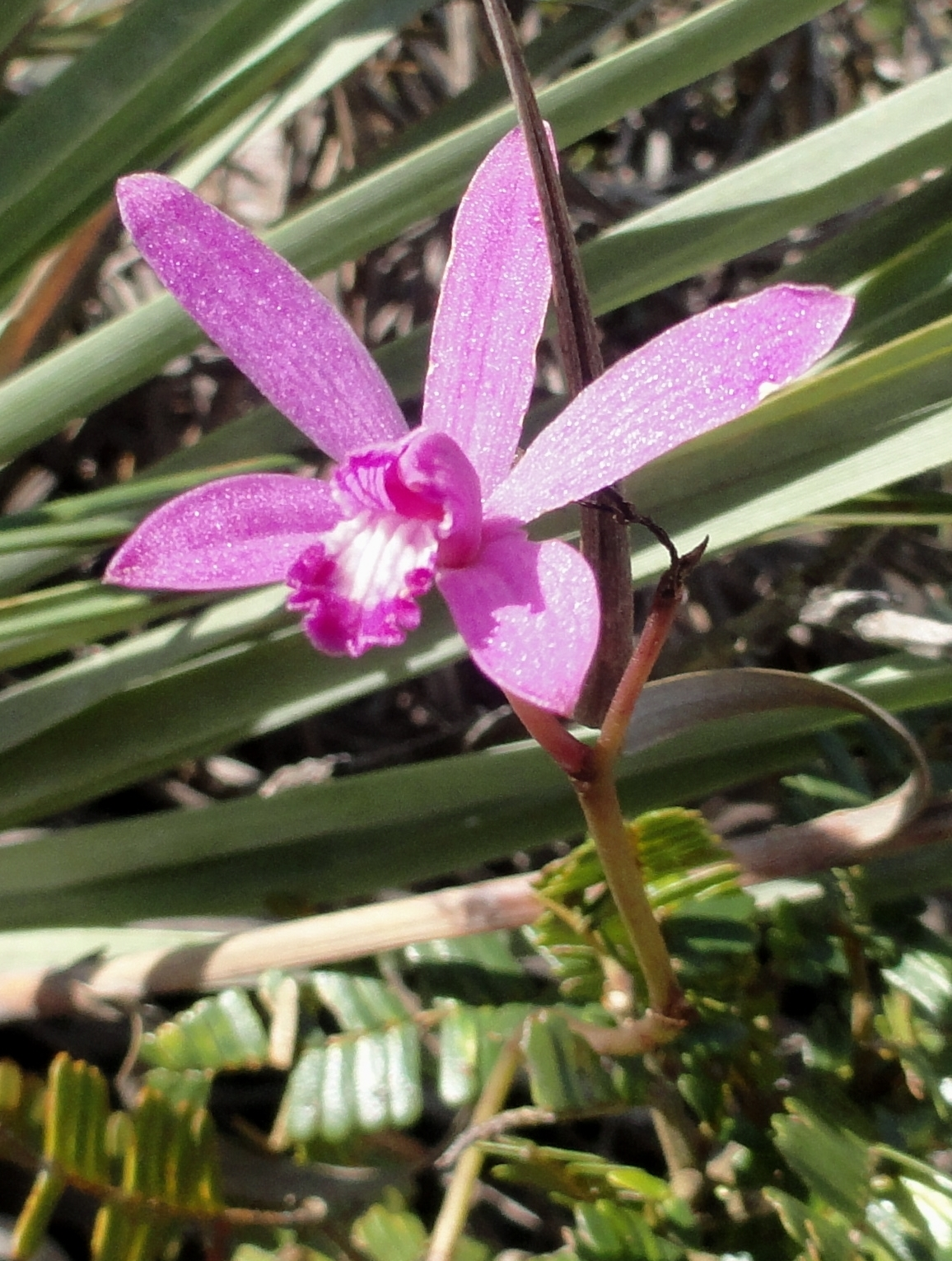
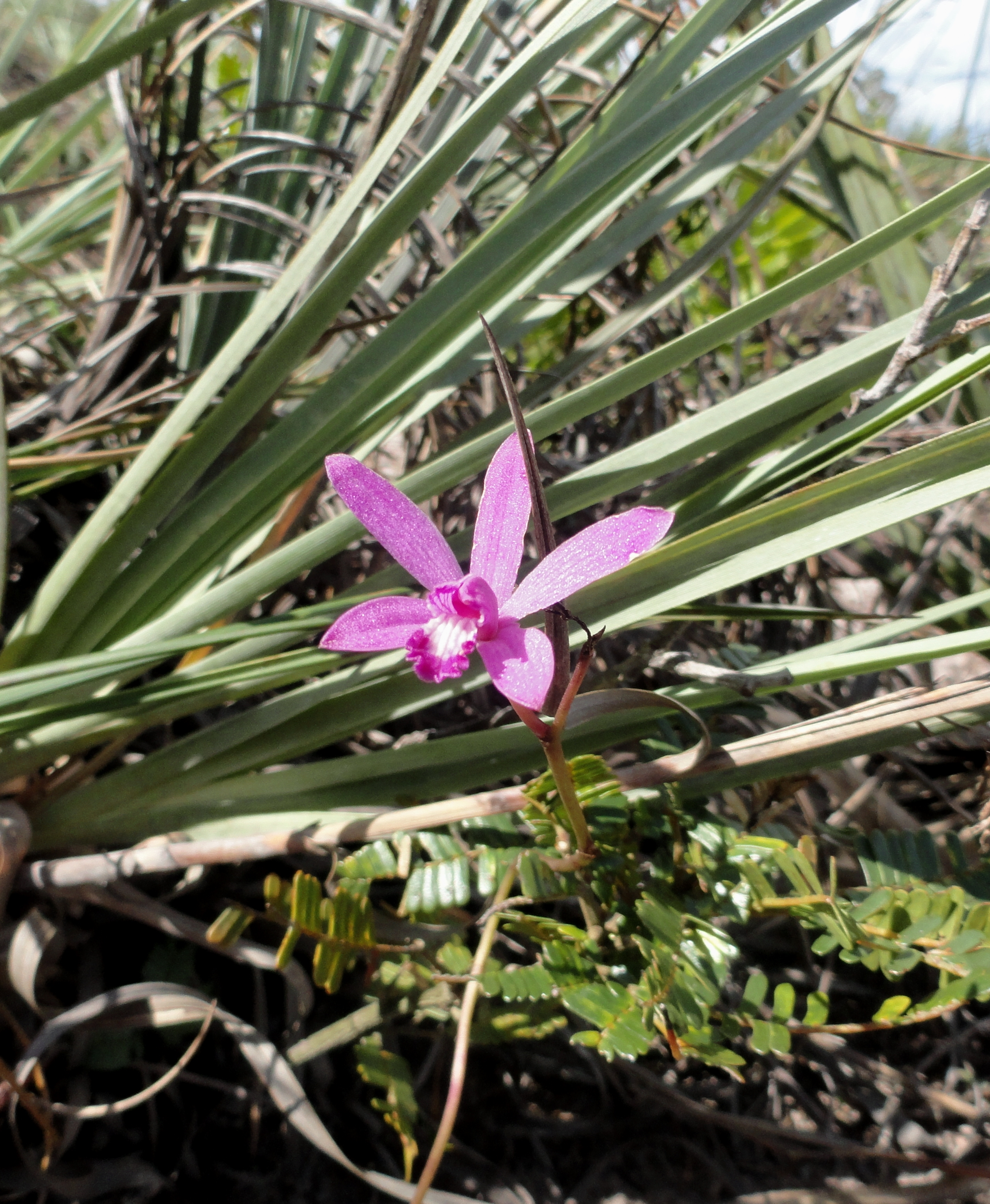